# 饕餮
饕餮是古代中国神话传说中的一种怪物，别名叫狍鸮，古书《山海经·北次二经》介绍其特点是：其形状如羊身人面，眼在腋下，虎齿人手。」

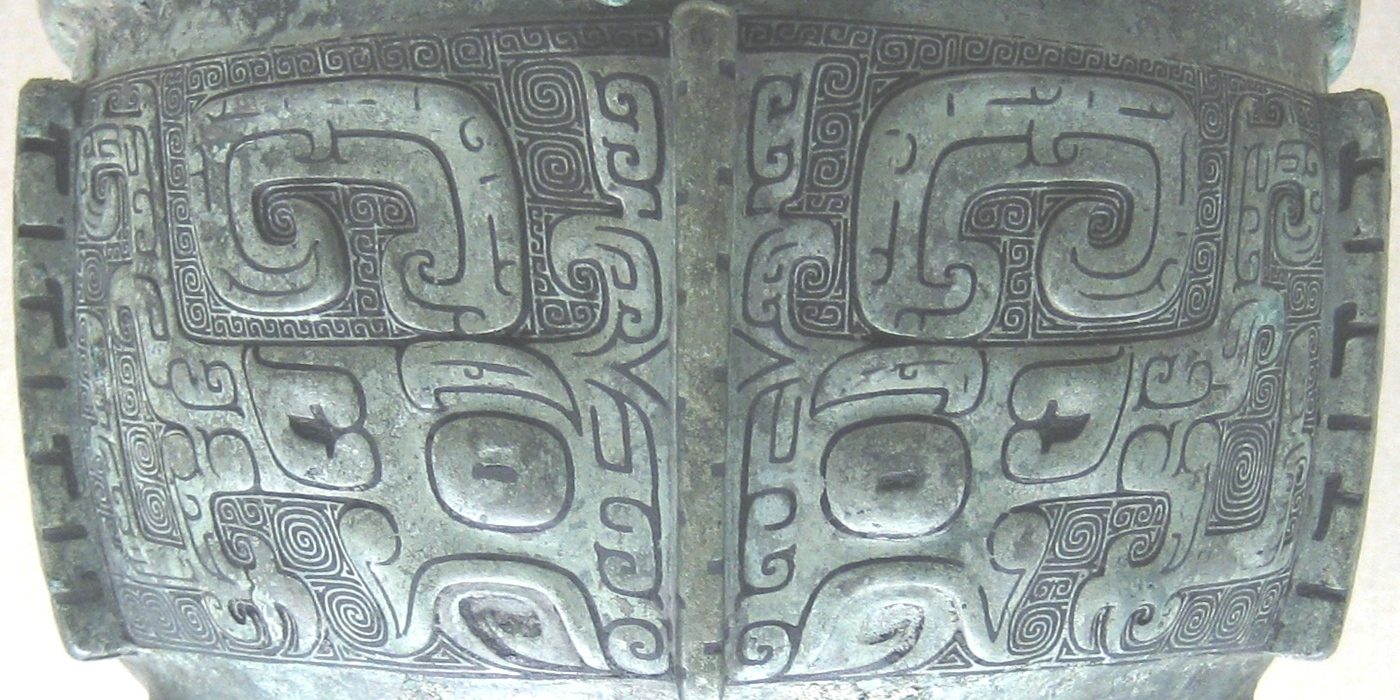
饕餮紋

其名可比喻贪婪之徒，人们一般称这种人为“老饕”。
《左传》中记载为缙云氏之子，而杨慎所撰的《升庵外集》中记载为龙之九子中的老五。
而人们所说的饕餮纹是青铜器上常见的花纹，被认为是描绘饕餮的兽面。这种纹饰出现于长江下游地区的良渚文化玉器上，但那種玉器上面的饕餮紋則是神明騎著神獸的樣子，有專家認為這是饕餮紋最原始的樣子，但饕餮纹更常见于青铜器上，尤其是鼎上，早在二里头文化的青铜器上便有。
饕餮在以中国传说或玄幻武侠为题材的网络游戏、网络小说、以及影视作品中均有相关形象。

## 古籍記載
- 《呂氏春秋·先識》：「周鼎著饕餮，有首無身，食人未咽，害及其身，以言報更也。」
- 《史記·五帝本紀》：「縉雲氏有不才子，貪於飲食，冒於貨賄，天下謂之饕餮。天下惡之比之三凶。」「三凶」者即「混沌、窮奇、檮杌[4]」
- 《左傳·文公十八年》：「縉雲氏有不才之子，貪於飲食，冒於貨賄。侵欲崇侈，不可盈厭；聚斂積實，不知紀極。不分孤寡，不恤窮匱。天下之民以比三凶，謂之饕餮。」（注：“貪財為饕，貪食為餮。”）
- 《左傳·文公十八年》：「舜臣堯，賓於四門，流四凶族混沌、窮奇、檮杌、饕餮，投諸四裔，以御魑魅。」

## 圖像
饕餮紋的典型特徵是，有一個正面的獸頭，有對稱的雙角、雙眉、雙耳，以及鼻、口、頷等，有的在兩側有長條狀的軀幹、肢、爪和尾等。

## 引申
因为饕餮贪圖食欲，所以一般也把爱吃的人称为“老饕”。
據民間的傳說，饕餮是戰爭的象徵，也伴隨著戰爭殺戮。『殷商時期尚未形成禮樂文化，從炎黃時代到殷周時代，有著大規模的氏族部落戰爭，也伴隨著屠殺、俘獲、掠奪、奴役、壓迫和剝削。殷商青銅器有炫耀暴力和武功的意味，吃人的饕餮恰好可以作為這樣一個的符號。』彭林教授是如此解讀的。

## 相關
- 中國妖怪列表
- 四凶
- 铺首
- 瓦当
- 政敌赐的恶姓。得姓始祖南朝梁武帝第八子萧纪。因与梁元帝萧绎争位而在成都称帝，败亡后被萧绎开除族籍，改姓复姓饕餮[5]。

相關影視
- 《軒轅劍之天之痕》及原著遊戲《軒轅劍參外傳 天之痕》
- 《靈魂擺渡》第一季（2014年）第5集的角色「五公子」即是饕餮。（巨興茂飾演）
- 《长城》，2016年张艺谋执导的奇幻历史动作电影，描述古代中國為抵禦饕餮入侵建立長城。
- 《無心法師II》
- 《半妖的夜叉姬》
- 《饕餮记》

相關遊戲
- 《第2次超級機器人大戰OG》作為四凶超機人之一出場。